# Campeonato de Escocia de Rugby 1990-91
El Campeonato de Escocia de Rugby (Scotland Division 1) de 1990-91 fue la decimoctava edición del principal torneo de rugby de Escocia.

## Sistema de disputa
El torneo se disputó en formato de todos contra todos en la que cada equipo enfrentó a cada uno de sus rivales.
El equipo que al finalizar el torneo obtuviera mayor cantidad de puntos, se coronó como campeón del torneo, mientras que los dos últimos descendieron directamente a la División 2. 
Puntuación
Para ordenar a los equipos en la tabla de posiciones se los puntuará según los resultados obtenidos.
- 2 puntos por victoria.
- 1 puntos por empate.
- 0 puntos por derrota.

## Clasificación
| Pos. | Equipo                  | Encuentros | Encuentros | Encuentros | Encuentros | Tantos | Tantos | Tantos | Puntos |
| Pos. | Equipo                  | PJ         | PG         | PE         | PP         | F      | C      | Dif    | Puntos |
| ---- | ----------------------- | ---------- | ---------- | ---------- | ---------- | ------ | ------ | ------ | ------ |
| 1.º  | Boroughmuir RFC         | 13         | 11         | 1          | 1          | 285    | 124    | +161   | 23     |
| 2.º  | Heriot's FP             | 13         | 11         | 0          | 2          | 276    | 144    | +132   | 22     |
| 3.º  | Jed-Forest              | 13         | 10         | 0          | 3          | 268    | 166    | +102   | 20     |
| 4.º  | Gala RFC                | 13         | 9          | 1          | 3          | 271    | 167    | +104   | 19     |
| 5.º  | Melrose RFC             | 13         | 9          | 0          | 4          | 195    | 155    | +40    | 18     |
| 6.º  | Edinburgh Accies        | 13         | 8          | 1          | 4          | 270    | 139    | +131   | 17     |
| 7.º  | Stirling County RFC     | 13         | 6          | 2          | 5          | 191    | 191    | 0      | 14     |
| 8.º  | Hawick RFC              | 13         | 6          | 0          | 7          | 207    | 191    | +16    | 12     |
| 9.º  | Selkirk                 | 13         | 5          | 0          | 8          | 184    | 276    | -92    | 10     |
| 10.º | Currie RFC              | 13         | 3          | 1          | 9          | 200    | 268    | -68    | 7      |
| 11.º | Stewart's Melville      | 13         | 3          | 0          | 10         | 166    | 236    | -70    | 6      |
| 12.º | Glasgow High Kelvinside | 13         | 3          | 0          | 10         | 170    | 264    | -94    | 6      |
| 13.º | Kelso RFC               | 13         | 3          | 0          | 10         | 209    | 312    | -103   | 6      |
| 14.º | Edinburgh Wanderers     | 13         | 1          | 0          | 12         | 144    | 403    | -259   | 2      |

|  | Campeón.                    |
|  | Descendido a la División 2. |

| Bandera de Escocia      |
| Campeón Boroughmuir RFC |
| Primer título           |